# Rossignol (marca)
Rossignol és una marca d’esquís francesa, que fàbrica material d’esquí alpí, snowboard i esqui nòrdic. La marca d’esquís d’hivern  Rossignol va néixer el 1907 en la localitat francesa de Voiron, al departament d'Isère. El seu creador va ser Abel Rossignol. Abel era un artesà que treballava amb fusta i tèxtil (entre altres).
Actualment Rossignol revela la seva estratègia per al futur del Grup: el pla estratègic "Ascension 2026", el seu objectiu es té superar els 500 milions d'euros de facturació el 2026.

## Història
- 1907 Abel Rossignol fabrica els primers esquís a la seva fàbrica tèxtil per a la indústria tèxtil a Voiron, França.
- 1909 Primer premi al concurs nacional de fabricació d'esquís, organitzat a Chamonix pel Touring Club de França.
- 1937 L'esquiador francès Émile Allais guanya tres medalles d'or als Mundials Alpins de Chamonix.
- 1939 Es registra una patent de contra encolat.

- 1947 Es registra una patent per millorar el lliscament de les soles dels esquís.
- 1951 Rossignol fabrica 8.000 parells d'esquís, tot i que continua pel sector tèxti .
- 1956 Laurent Boix-Vives compra l'empresa Rossignol, amb problemes financers a conseqüència de la crisi a la indústria tèxtil de la conca del Roine.
- 1960 Es fabrica el primer esquí metàl·lic.
- 1965 Surt al mercat el Strato, el primer esquí amb fibra de vidre fet amb la tècnica sandvitx.
- 1966 El Grup Rossignol compra la signatura Dynastar .
- 1971 Rossignol construeix la fàbrica d'Artés, a Catalunya.
- 1972 Rossignol es converteix en el líder mundial del sector de l'esquí.
- 1972 El 9 de maig surt de la cadena de muntatge de Rossignol Espanya el primer parell d'esquís .
- 1975 S'engega la divisió d'esquís de fons.
- 1978 Primera diversificació de l'empresa, que entra al sector del tennis.
- 1985 Rossignol entra al sector de les botes comprant tres marques, Lange, Trappeur i Caber
- 1988 Rossignol comença a fabricar botes amb la seva pròpia marca
- 1989 La marca llança la primera gamma de botes d'esquí.
- 1990 Rossignol continua diversificant els seus productes adquirint la marca nord-americana de golf Cleveland .
- 1992 A Saint-Étienne de Croissey es construeix una nova planta amb un nou concepte d'esquí i de producció .

- 1994 S'entra a l'activitat de les fixacions d'esquís .
- 1995 Rossignol compra l'empresa Meran, que fabrica els patins en línia .
- 1997 Rossignol es converteix en la marca líder mundial de material d'esports d’hivern .
- 1998 La fàbrica d'Artés comença a produir tots els esquís de fons i taules de “snowboard” de Rossignol.
- 1999 La societat reinicia la fabricació de la gamma tèxtil .
- 2000 Primera marca que concep una gamma d'esquís, botes i fixacions adaptada i dissenyada per a la dona .
- 2001 El modista Jean-Charles de Castelbajac comença a dissenyar roba tècnica diferenciada pels seus personals dissenys
- 2003 El Grup adquireix l'empresa nord-americana de golf Never Compromise Putters, fabricant de la marca Cleveland
- 2004 Neix el concepte “Pure Mountain Company” amb la intenció de convertir Rossignol en la marca líder de productes per a la pràctica de l'esport actiu a l'entorn de la muntanya
- 2005 Rossignol tanca un acord amb el grup LVMH per fer durant cinc anys les col·leccions d'esquí de l'elitista firma italiana Emilio Pucci. Al mes d'abril Quiksilver compra a la família de Boix-Vives les accions de la firma Rossignol, que passa a liderar el mercat outdoor mundial[5]